# Egretta (Zeitschrift)
Egretta: vogelkundliche Nachrichten aus Österreich ist die wissenschaftliche Zeitschrift von BirdLife Österreich.
Die Zeitschrift wurde im Jahr 1958 begründet und ist nach der gleichnamigen Reihergattung benannt. Inhaltlicher Schwerpunkt der Zeitschrift sind sämtliche Teilgebiete der Ornithologie mit einem geographischen Fokus auf Österreich und seine Nachbarländer.
Die Erscheinungsweise war von 1958 bis 2005 halbjährlich, danach jährlich. In den Jahren 2007, 2012 und 2013 erschien keine Ausgabe der Zeitschrift.